# Fernando Burriel Martí

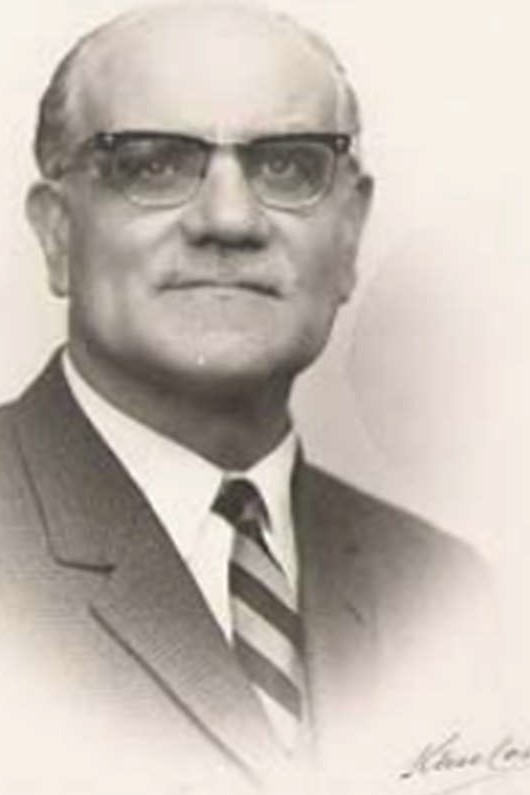
Fernando Burriel Martí, 1945

Fernando Burriel Martí (Valencia, 29 de mayo de 1905 - Madrid, 21 de octubre de 1978) fue un químico español. Se casó con Juana Barceló Matutano, con la que tuvo cuatro hijos: Fernando (Dominico), María Josefa, Juan Manuel y María Teresa Burriel Barceló.

## Formación y carrera profesional
Estudió la carrera de Ciencias Químicas, licenciándose en Valencia en 1928 con la calificación de Sobresaliente, obteniendo Matrícula de Honor en todas las asignaturas de la Carrera.
En el año 1924 gana por oposición una plaza en el Cuerpo de Telecomunicaciones. Becado por la Excma. Diputación de Valencia, trabajó en la Universidad de Lovaina (Bélgica) con el Profesor J. Timmermans (1929). Se doctoró en Ciencias Químicas por las Universidades de Madrid (Premio extraordinario, 1930) y por la de Bruselas (Grande distinction, 1931).
En 1928 fue nombrado profesor ayudante de Química General de la Facultad de Ciencias de la Universidad de Madrid, cargo que desempeñó hasta 1931.

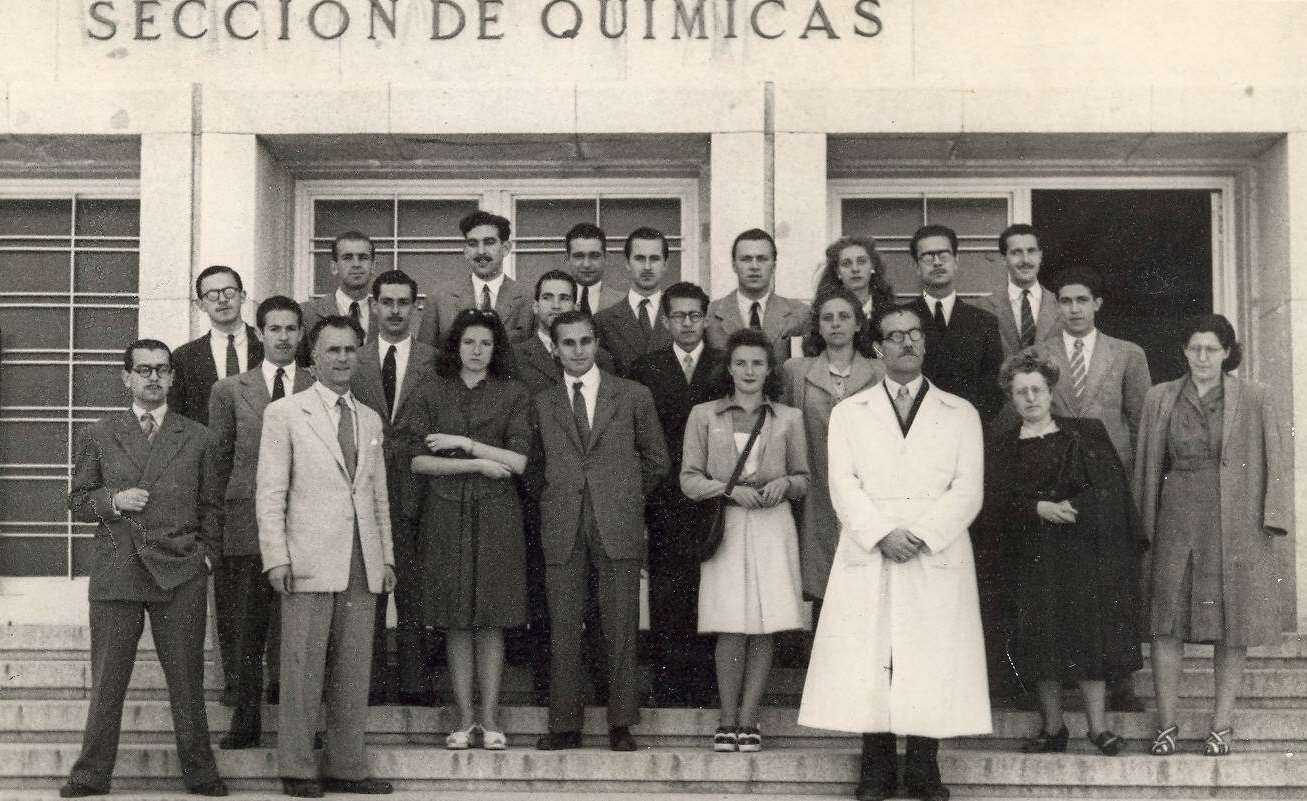
Alumnos del curso 1945-46 de doctorado en Ciencias Químicas. A la izquierda el profesor Catalán y a la derecha el profesor Burriel y la adjunta Srtª. Astudillo.

En 1930 obtuvo el grado de Doctor en Ciencias Químicas por la Universidad de Bruselas (Bélgica) y en 1931 por la Universidad de Madrid.
En 1931, fue nombrado profesor ayudante de Física para Químicos y después profesor ayudante de Química Analítica de la Facultad de Ciencias de la Universidad de Madrid. Fue profesor auxiliar de Química Analítica de la Universidad Central desde 1934 a 1940.
Fue catedrático por oposición de Química Tecnológica y Análisis Físico-Químico de la Escuela Técnica Superior de Ingenieros de Telecomunicación (1932), y catedrático de Química Analítica de la Facultad de Ciencias de las Universidades de Granada y Madrid, esta última tras la vacante por fallecimiento de su maestro, el profesor Ángel del Campo.
Fue vicedecano de la Facultad de Ciencias de Granada (1943), y director del departamento de Química Analítica.

## Obra
Burriel fue un profesor exigente que creó escuela, tanto en Granada como en Madrid, dirigiendo más de 65 tesis doctorales.

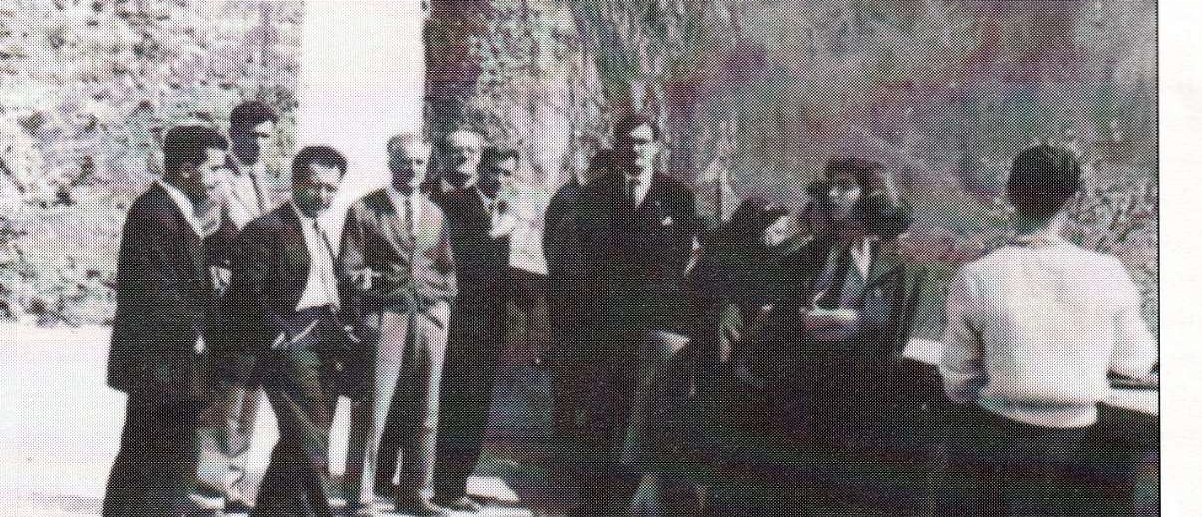
Fernando Burriel y Miguel Catalán con alumnos de la carrera de Físicas en viaje de fin de curso. A su derecha Fernando Rico.

Es conocido por sus contribuciones en el campo de la química analítica, especialmente en la determinación de los pesos atómicos de los elementos.
Trabajó también en el Consejo Superior de Investigaciones Científicas, y presidió la Comisión Internacional de Nomenclatura de la Sección de Química Analítica de la IUPAC. Fue secretario de la Real Sociedad Española de Física y Química. Ha sido autor o coautor de más de 360 trabajos de investigación publicados en diversas revistas nacionales y extranjeras y de numerosos libros científicos.

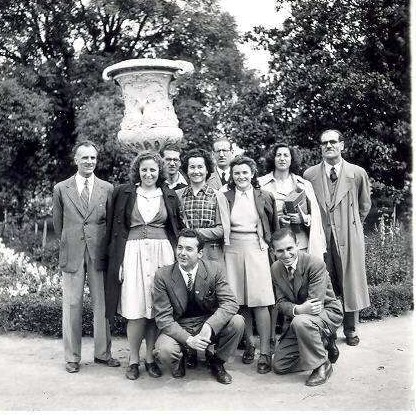
Alumnos del curso de doctorado en Ciencias Químicas. A la izquierda el profesor Catalán y a la derecha el profesor Burriel.

Su libro Química analítica cualitativa, que alcanzó 18 ediciones, expone los fundamentos en los que se basa la química analítica moderna con particular dedicación al estudio de los equilibrios en disolución, explicados con ayuda de diagramas y métodos gráficos. Trata además las propiedades analíticas consideradas como periódicas y los conceptos de sensibilidad y selectividad de las reacciones. La obra está dividida en 4 partes: 1ª. Fundamentos de química analítica moderna, 2ª. Química analítica de los cationes, 3ª. Química analítica de los aniones y 4ª. Los problemas sólidos. También escribió Métodos modernos de determinación de los pesos atómicos de los elementos. Realizó distintas actividades con sus alumnos y acompañado del catedrático Miguel Catalán. Ambos habían sido alumnos de Ángel del Campo en los cursos de doctorado de la Universidad Central, en Madrid.
Fue académico correspondiente de la Real Academia de Ciencias Exactas, Físicas y Naturales (1969) y miembro de la Orden de Alfonso X El Sabio.